# Groß Friedrichsburg

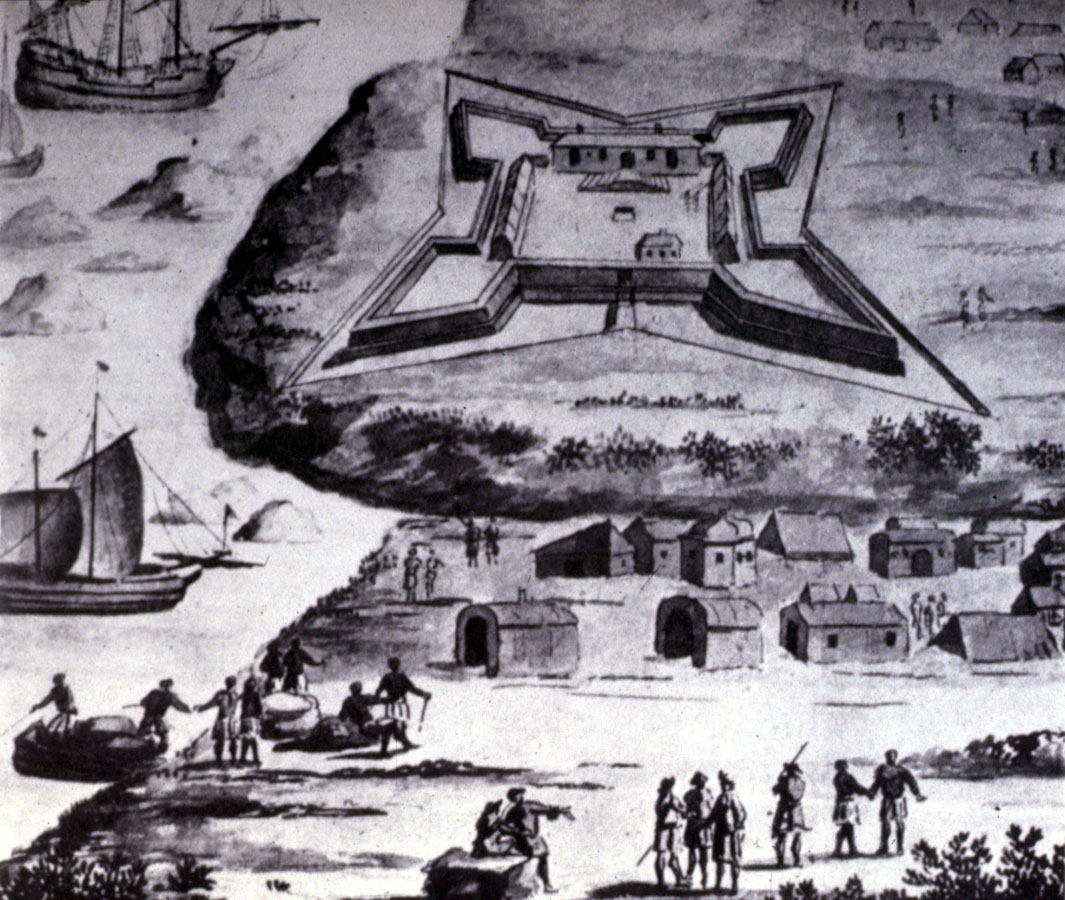
Fort Groß Friedrichsburg z afrykańską wioską

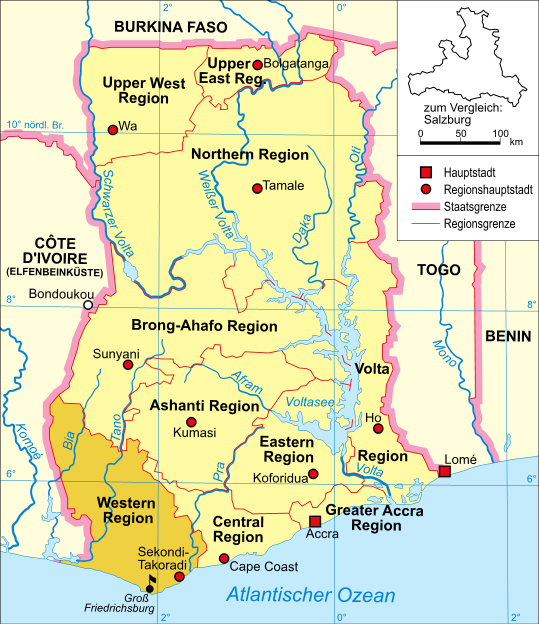
Położenie fortu na mapie Ghany

Groß Friedrichsburg albo Brandenburskie Złote Wybrzeże – była kolonia Brandeburgii-Prus w Afryce Zachodniej, istniejąca od 1680 do 1717 na terenie części Złotego Wybrzeża (obecnie Ghana).

## Historia
Kolonię polecił założyć wielki elektor brandenburski Fryderyk Wilhelm. W kolonii Otto Friedrich von der Groeben wybudował fort Groß Friedrichsburg, nazwany tak na cześć Wielkiego Elektora. Ponieważ Brandenburgii nie stać było na prowadzenie z rozmachem polityki morskiej, m.in. budowę floty, dorównującej rozmiarami holenderskiej czy angielskiej, dochody z kolonii afrykańskich były zbyt mizerne i Złote Wybrzeże zostało w 1717 odsprzedane Holendrom (Holenderskie Złote Wybrzeże). Holendrzy przejęli fort Groß Friedrichsburg dopiero w 1724 i przemianowali go na Fort Hollandia.
Fort ten leży w zachodniej Ghanie, ok. 120 km na wschód od granicy z Wybrzeżem Kości Słoniowej oraz ok. 300 km na zachód od stołecznej Akry i od 1979 wraz z innymi fortami w Ghanie figuruje na liście światowego dziedzictwa UNESCO.

### Gubernatorzy kolonii Groß Friedrichsburg
- 1683 Otto Friedrich von der Groeben
- 1683 - 1684 Philip Peterson Blonck
- 1684 Nathaniel Dillinger
- 1684 J. van Coulster
- 1684 - 1686 Karl Konstantin von Schnitter
- 1686 - 1691 Johann Niemann
- 1691 - 1693 Johann Tenhoof
- 1693 - 1695 Jakob Tenhoof
- 1695 - 1697 Gijsbrecht van Hoogveldt
- 1697 - 1699 Jan van Laar
- 1699 - 1701 Jan de Visser
- 1701 - 1704 Adriaan Grobbe
- 1704 - 1706 Johann Münz
- 1706 - 1709 Heinrich Lamy
- 1709 - 1710 Frans de Lange
- 1710 - 1716 Nicholas Dubois
- 1716 - 1717 Anton Günther van der Menden
- 1717 - 1724 Jan Konny / Johannes Conrad (w czasie rebelii)

### Literatura
- Ernst Lewalter: Der Große Kurfürst, Keil Verlag Scherl, Berlin 1935
- Josef Günther Lettenmair: Roter Adler auf weißem Feld. Roman der ersten deutschen Kolonie 1688-1717, Zeitgeschichte Verlag, Berlin 1938
- Albert van Dantzig: Forts and Castles of Ghana, Sedco Publishing Ltd., Akra 1980, ISBN 9964-72-010-6
- Ulrich van der Heyden: Rote Adler an Afrikas Küste. Die brandenburgisch-preußische Kolonie Großfriedrichsburg in Westafrika, Selignow-Verlag, Berlin, 2001, ISBN 3-933889-04-9